# L'An demain
Albums de Têtes Raides
20 ans de Ginette
(2008) Les Artistes
(2011)
L'an demain est le onzième album studio des Têtes Raides sorti en 2011.
Jeanne Moreau participe à un duo de l'album,, elle « n'avait pas enregistré de chansons depuis 1981 ».
Pour l'avis critique de Télérama : « Après vingt-cinq ans de musique, les Têtes ont gardé leur parfum de néoguinguette alternative aux rythmes martelés, mais ont aussi su retrouver une fraîcheur poétique, et même une douceur qu'on ne leur connaissait guère ».

## Titres
1. L'an demain
2. Fulgurance
3. Emma - duo avec Jeanne Moreau
4. Angata
5. Marteau Piqueur
6. J'm'en fous
7. Météo
8. Gérard
9. So free
10. Pas à pas
11. Olé
12. Maquis
13. Je voudrais